# ألف جزيرة
جزر الألف ((بالفرنسية: Mille-Îles) ) تشكل أرخبيلًا في أمريكا الشمالية مكونًا من 1864 جزيرة  تمتد على الحدود بين كندا والولايات المتحدة في نهر سانت لورانس حيث تنبثق من الزاوية الشمالية الشرقية لبحيرة أونتاريو. وهي تمتد لحوالي 50 ميل (80 كـم) المصب من كينغستون ، أونتاريو. تقع الجزر الكندية في مقاطعة أونتاريو والجزر الأمريكية في ولاية نيويورك.
يتراوح حجم الجزر من أكثر من 40 ميل مربع (100 كـم2) إلى جزر أصغر يشغلها مسكن واحد، أو نتوءات صخرية غير مأهولة. لكي يتم احتسابها كواحدة من جزر الألف، يجب أن تحتوي الأرض الناشئة داخل قناة النهر على 1 قدم مربع (0.093 م2) من الأرض فوق مستوى الماء على مدار السنة، وتدعم شجرتين حيتين على الأقل.

## جغرافية
يقع أرخبيل الألف جزيرة عند مخرج بحيرة أونتاريو على مقدمة نهر سانت لورانس. المنطقة مقسمة من الحدود بين كندا والولايات المتحدة وتغطي أجزاء من جيفرسون وسانت. مقاطعات لورانس في ولاية نيويورك الأمريكية، بالإضافة إلى أجزاء من مقاطعات ليدز وجرينفيل المتحدة ومقاطعة فرونتيناك في مقاطعة أونتاريو الكندية.
من الناحية الجيولوجية، يوجد في غالب الجزر فرع من الدرع الكندي، المعروف باسم جزر الألف - منطقة فرونتيناك آرك، يمتد جنوبًا عبر النهر للانضمام إلى أديرونداكس. تم تصنيف هذه المنطقة كمحمية عالمية للمحيط الحيوي من قبل اليونسكو في عام 2002.

### وسائل النقل
يربط جسر ألف جزر بين ولاية نيويورك وأونتاريو بعبور جزيرة ويليسلي في أقصى نقطة شمالية للطريق السريع 81 في مقاطعة جيفرسون ويواجه بالطريق السريع 137، الذي يؤدي إلى الطريق السريع 401 . الواجهة البحرية مخدومة من طريق ولاية نيويورك طرق 12 و 37 وألف آيلاندز باركواي في أونتاريو. يوجد في أونتاريو أيضًا مسار الواجهة البحرية جنبًا إلى جنب مع باركواي لراكبي الدراجات الذين يرغبون في رؤية المنطقة بطريقة بديلة.
غالبًا ما تستخدم سفن شحن بحيرة سيواي ماكس طريق سانت لورانس البحري. كما هو معتاد في المياه الداخلية للولايات المتحدة الأمريكية وكندا، يجب على السفن استخدام طيارين بحريين لمساعدتهم على السفر بأمان. في بعض الأماكن، يكون هناك سفينة أقل من 25 قدم (7.6 م) الخارج يمكن أن تجد نفسها على 200 قدم (61 م) من الماء. على العكس من ذلك، الصخور والمياه الضحلة أقل من 2 قدم (61 سـم) تحت الماء في وسط المياه العميقة. نظرًا للعدد الكبير من الصخور والمياه الضحلة فوق أو أسفل سطح الماء مباشرةً، فقد يكون التنقل خارج القنوات المحددة ليلاً أمرًا خطيرًا.
قبل إدخال بلح البحر الحمار الوحشي، كانت الرؤية من 10 إلى 15 قدم (3.0 إلى 4.6 م) كان معتادًا، وانخفض قليلاً مع مرور السنين. تحسن صفاء المياه بشكل ملحوظ في منتصف التسعينيات مع وصول بلح البحر الحمار الوحشي الذي يتغذى على الطحالب. يكون الماء صافياً للغاية في بعض المناطق بحيث يمكن ملاحظة قاع صخري على 80 قدم (24 م) من الماء. المنطقة بها العديد من حطام السفن، وعلى الرغم من أن معظمها يزيد عن 100 قدم (30 م) تحت الماء، بعضها لا يزيد عن 15 قدم (4.6 م) لأسفل ويمكن رؤيته من السطح.

### جزر بارزة
- أكبر جزيرة في المجموعة، جزيرة وولف، تقع بالكامل في أونتاريو. تشمل الجزر الكبيرة الأخرى في الأرخبيل جزيرة غريندستون في نيويورك وجزيرة ويليسلي وجزيرة هاو في أونتاريو.
- تقع جزيرة كارلتون بالقرب من جزيرة وولف ولكن جزءًا من نيويورك، وهي موقع الحصن المدمر، فورت هالديماند، الذي بناه البريطانيون في عام 1779 خلال الحرب الثورية الأمريكية. تم الاستيلاء على الجزيرة من قبل ثلاثة جنود أمريكيين خلال حرب عام 1812 ولاتزال جزء من الولايات المتحدة.
- جزيرة دير، حوالي 2 ميل (3.2 كـم) شمال خليج الإسكندرية، مملوك لجمعية الجمجمة والعظام السرية.
- زوجان من الجزر جنوب غرب جزيرة غرينادير يطلق عليهما مجتمعين جزيرة زافيكون. حكاية شائعة ولكنها غير صحيحة [8][9] هي الجزيرة الأكبر في كندا، بينما الأصغر في الولايات المتحدة، وجسر المشاة بينهما هو أقصر جسر دولي في العالم.[10][11] تقع جزيرة زافيكون بالكامل في كندا وتنتمي إلى الوحدة البلدية ليدز وجرينفيل.[12][13]
- جزيرة Longue Vue هي الجزيرة الاصطناعية الوحيدة في المنطقة.
- جزيرة آيرونسايد هي موطن لواحد من أكبر مجموعات طيور مالك الحزين الأزرق الكبيرة في شمال ولاية نيويورك، حيث يعود أكثر من ألف طائر مالك الحزين للتكاثر في شهر أبريل من كل عام.[14] الجزيرة الصخرية غير المأهولة بالقرب من خليج الإسكندرية ، نيويورك، يملكها The Nature Conservancy وتم ادراجها كمعلم طبيعي وطني في عام 1967.[15]
- تقع جزيرة كالوميت بالقرب من كلايتون ، نيويورك. كانت الجزيرة المملوكة للقطاع الخاص تضم في السابق قصرًا على شكل «قلعة» يملكه تشارلز جي إيمري، قطب التبغ في نيويورك، واستضاف لاحقًا مرسى في الستينيات.[16][17]
- جزيرة Just Room Enough هي أصغر جزيرة مأهولة في الولايات أمريكا.[18]

## تاريخ
O boating on the rivers,

The voyage down the St. Lawrence, the superb scenery, the steamers,

The ships sailing, the Thousand Islands, the occasional timber-raft

and the raftsmen with long-reaching sweep-oars,

The little huts on the rafts, and the stream of smoke when they cook

supper at evening.
قبل الاستعمار الأوروبي، كانت منطقة جزر الألف موطنًا أو زارها أعضاء من اتحاد الإيروكوا وشعب أوجيبوا. كان اسم الجزر مانيتوانا أو «حديقة الروح العظيمة».
كانت المنطقة جزءًا من حرب 1812 بين الإمبراطورية البريطانية والولايات المتحدة. يمكن العثور على العديد من المواقع من الحرب، مثل Fort Wellington في بريسكوت، أونتاريو والحامية في جزيرة تشيمني، مالوريتاون، أونتاريو. يمكن العثور على المتاحف المتعلقة بالحرب على الجانب الكندي والأمريكي من النهر.
في أواخر القرن التاسع عشر وأوائل القرن العشرين، جعل العديد من الزوار المتميزين المنطقة معروفة على نطاق واسع بأنها منتجع صيفي. خلال نصف القرن (1874-1912) الذي شهد شهرة المنتجع، جاء معظم المصطافين الأثرياء من مدينة نيويورك، وانضم إليهم عائلات بارزة من شيكاغو وكليفلاند وبيتسبرغ ومدن أخرى في الولايات المتحدة وكندا. قدمت العديد من الفنادق الكبرى أماكن إقامة فاخرة بينما قدمت الزوارق البخارية جولات واسعة بين الجزر. بنى سكان الصيف الأثرياء والمتوسطون منازل صيفية، وتحتفظ المنطقة بمجموعة مهمة تاريخيًا من منازل العطلات من هذا الوقت.
من بين المنازل الفخمة التي تم بناؤها خلال هذا الوقت، كانت هناك عدة «قلاع» حجرية، وبعضها لا يزال يمثل معالم دولية. تم بناء القلعة الأولى في المنطقة، Castle Rest ، في عام 1888 ؛ تم تدميره في منتصف القرن العشرين. أشهر الأمثلة الموجودة هي «الأبراج» في جزيرة دارك، والتي تسمى الآن قلعة سنجر ، وقلعة بولدت التي تعرضت للإهمال منذ فترة طويلة في جزيرة هارت، والتي تُركت غير مكتملة لأكثر من 75 عامًا بعد وفاة زوجة جورج بولدت المفاجئة. . تم الانتهاء منه منذ ذلك الحين على مدى العقود الأخيرة وفقًا لخطط بولدت الأصلية.
لطالما كانت جزر الألف مركزًا للقوارب الترفيهية. تتطلب اليخوت البخارية الكبيرة، التي صممها نثنائيل هيريشوف، منازل يخوت مميزة. اشتهرت المنطقة أيضًا بالقوارب المبتكرة خلال هذه الفترة. استضافت ثلاثة أندية محلية لليخوت سباقات الكأس الذهبية لجمعية القوارب الأمريكية لمدة تسع سنوات متتالية.[متى؟] 